# Tobin Esperance
Tobin Joseph Esperance (født 14 november 1979) er en amerikansk bassist, der er bedst kendt for at være med i Papa Roach. Han kom med i Papa Roach i 1996, da bandet på det tidspunkt så sig nødsaget til at fyre Will James.
Tobin Esperance fungerer overvejende som ham, der skaber musikken. Derfor har han også en akustisk guitar i stort set alle rum i sit hus, hvis han nu pludselig skulle komme på en idé. Mange af Papa Roachs sange er ydermere blevet til i bagenden af deres tourbus, hvor han yderligere har to guitarer.